# Meriamon
A Meriamon (mrỉỉ-ỉmn; „Ámon kedveltje”) ókori egyiptomi férfinév. Női változata: Meritamon. Főként uralkodói nevek részeként fordul elő, de személynévként is használták.
Híres viselői:

## Személynévként
- Horemheb teljes nevének egyik eleme;
- II. Ramszesz teljes nevének egyik eleme;
- Meriamon (Ramszesz-Meriamon), II. Ramszesz fia, lásd: II. Ramszesz gyermekeinek listája.[1]
- Meriamon (Ramszesz-Meriamon), III. Ramszesz fia, ábrázolják apja Medinet Habu-i templomában.[2]

## Uralkodói névként
- III. Ramszesz (Uszermaatré Meriamon)
- VI. Ramszesz (Nebmaatré Meriamon)
- VII. Ramszesz (Uszermaatré Meriamon)